# Männiku (przystanek kolejowy)
Männiku – przystanek kolejowy w miejscowości Männiku, w prowincji Harjumaa, w Estonii. Położony jest na linii Tallinn - Parnawa/Viljandi. 

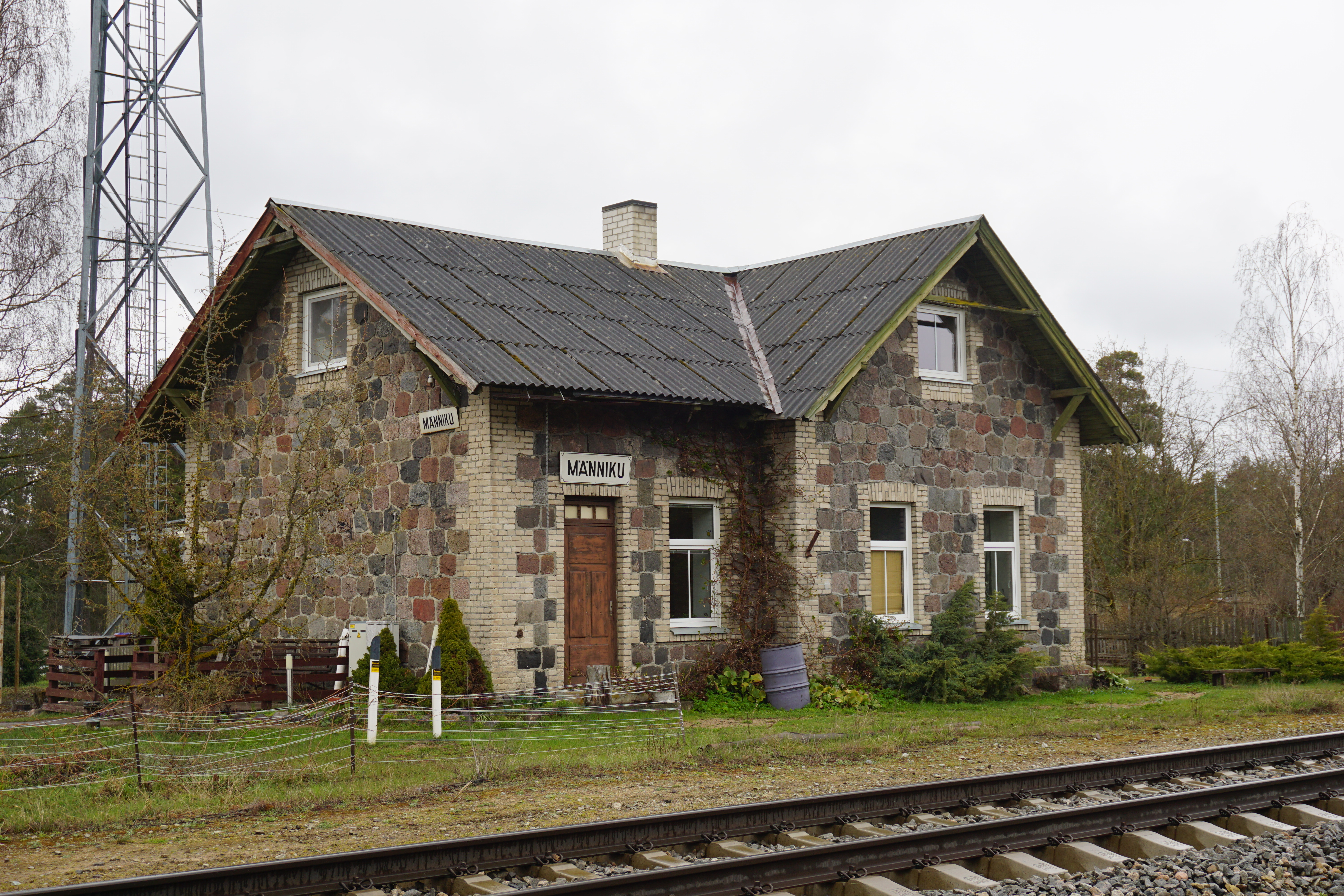